# 1968 au Nouveau-Brunswick
Chronologie du Nouveau-Brunswick
- 1964
- 1965
- 1966
- 1967
- 1968
- 1969
- 1970
- 1971
- 1972

Cette page concerne des événements d'actualité qui se sont produits durant l'année 1968 dans la province canadienne du Nouveau-Brunswick.

## Événements
- Mise en service de la Centrale de Mactaquac.
- Mise en service de la Pizza Delight de Moncton.
- Fondation de l'école normale acadienne à Moncton.
- Constitution de Grande-Anse en municipalité.
- 1er février : Wallace Samuel Bird succède à John Babbitt McNair comme lieutenant-gouverneur du Nouveau-Brunswick.
- 14 février : manifestation d'étudiants de l'université de Moncton devant la mairie de Moncton.
- 15 mars : Hervé Michaud et Donald A. McLean sont nommés sénateurs.
- 10 juin : le progressiste-conservateur Lawrence Garvie remporte l'élection partielle de Fredericton City à la suite de la mort de John F. McInerney le 25 octobre 1967.
- 25 juin : lors des élections fédérales, les libéraux et les progressiste-conservateurs remportent cinq sièges chacun dans la province.
- 28 juin : l'ancien député fédéral Hédard Robichaud est nommé au Sénat à Ottawa.
- 4 novembre : le progressiste-conservateur Joseph Charles Van Horne remporte l'élection partielle de Restigouche à la suite de la mort de J. M. Joffre Daigle.

## Naissances
- 13 février : Everett Sanipass, joueur de hockey sur glace
- 22 février : Shawn Graham, premier ministre du Nouveau-Brunswick
- 27 février : Matt Stairs, joueur de baseball
- 3 mars : Irois Léger, journaliste

## Décès
- Joseph Maxime Joffre Daigle, député et ministre.
- 14 juin : John Babbitt McNair, premier ministre et lieutenant-gouverneur du Nouveau-Brunswick.